# Luiz Inácio Lula da Silva
Luiz Inácio Lula da Silva, brazilski politik; * 27. oktober 1945, Caetés. 
Lula je dvakratni predsednik Brazilije. Prvič je funkcijo opravljal med letoma 2003 in 2017, drugič pa od 1. januarja 2023. Zadnji mandat je prevzel kot najstarejši predsednik v Braziliji. Nasledil je Jaira Bolsonara.
Lulova vlada je imela za mejnik konsolidacijo socialnih programov, kot sta Bolsa Família in Fome Zero, oba priznana s strani Združenih narodov kot pobuda, ki je državi omogočila, da se reši lakote. Med svojima dvema mandatoma se je Lula lotil korenitih reform in sprememb, ki so povzročile družbene in gospodarske preobrazbe v Braziliji, ki je nakopičila precejšnje mednarodne rezerve, potrojila svoj BDP na prebivalca in dosegla investicijski razred. Revščina, neenakost, nepismenost, brezposelnost, umrljivost dojenčkov in stopnje otroškega dela so se občutno zmanjšale, medtem ko sta se minimalna plača in povprečni dohodek delavca dejansko povečala, dostop do šole, univerze in zdravstvene oskrbe pa se je razširil. 
Pri dvanajstih letih je, da bi pomagal v slabi družinski finančni situaciji, v São Paulu začel delati kot dostavljalec v kemični čistilnici. V istem obdobju je delal tudi kot čistilec čevljev in pomočnik v pisarni. Leta 1960 je dobil svojo prvo formalno zaposlitev, kot pisarniški delavec pri Armazéns Gerais Colúmbia. Nato je delal kot strojni vajenec v metalurškem podjetju Parafusos Marte. Leta 1961 je bil opravljal tečaj mehanskega struženja, ki se je ohranil s sporazumom med SENAI in Parafusos Marte. 
Kasneje je Lula razmišljal o vplivu svojega usposabljanja za strojnika in izjavil: »SENAI je bila najboljša stvar, ki se mi je zgodila v življenju. Zakaj? Ker sem bil takrat prvi mamin sin, ki je imel poklic. Bil sem prvi mamin sin, ki je zaslužil več kot minimalno plačo, prvi sem imel hišo, prvi sem imel avto, prvi sem imel da sem imel televizijo, sem bil prvi, ki je imel hladilnik. Vse zaradi tega poklica, strojnega struženja, zaradi SENAI."